# Vemurafenib
Vemurafeníb, pod zaščitenim imenom Zelboraf, je protirakavo zdravilo za zdravljenje melanoma (vrste kožnega raka). Spada v skupino malih molekul in deluje kot zaviralec onkogene mutantne serin/treonin kinaze (B-Raf-kinaze), ki je pogosta v celicah malignega melanoma.
Vemurafenib podaljša preživetje bolnikov, zaradi razvoja odpornosti proti zdravilu pa ne vodi do daljšega kliničnega odziva ali ozdravitve.

## Klinična uporaba
Vemurafenib je odobren za samostojno zdravljenje odraslih bolnikov z neresektabilnim ali razsejanim melanomom, s pozitivno mutacijo BRAF V600. Pred uporabo vemurafeniba je treba z validirano preiskavo potrditi, da bolnikov tumor vsebuje omenjeno mutacijo.

## Mehanizem delovanja
Vemurafenib je t. i. mala molekula, ki spada med zaviralce tirozin kinaz in se specifično veže in selektivno zavre kinazo BRAF z mutacijo V600. Mutacije v genu BRAF povzročijo konstitutivno
aktivacijo beljakovine BRAF, kar lahko spodbudi proliferacijo celic brez pridruženih rastnih dejavnikov. Vemurafenib močno zavira BRAF kinaze z aktivacijo mutacij kodona 600. Okoli 50 % bolnikov z melanomom ima mutacijo BRAF V600.

## Neželeni učinki
Zelo pogosti neželeni učinki zdravila vemurafenib, ki se pojavijo pri več kot 10 % bolnikov, so izpuščaj, srbenje, suha ali luskasta koža ter druge težave s kožo, vključno z bradavicami,
ploščatocelični karcinom kože, sindrom roka-noga (rdečica, luščenje kože ali mehurji na rokah in stopalih), sončne opekline ter večja občutljivost za sončno svetlobo, izguba teka, glavobol, spremenjeno zaznavanje okusov, driska, zaprtost, slabost in bruhanje, izpadanje las, bolečine v sklepih, mišicah, kosteh, okončinah in/ali hrbtu, utrujenost, omotica, vročina, otekanje (zlasti v nogah), kašelj.
Pri sočasni ali zaporedni uporabi vemurafeniba in obsevanja je potrebna previdnost, saj lahko pride do vnetnih reakcij na mestu obsevanja in povečane občutljivosti na obsevanje. Večina primerov vnetne reakcije je sicer omejena na kožo, lahko pa prizadene tudi notranje organe, kar je lahko smrtno.

## Zgodovina
Ameriški Urad za prehrano in zdravila je vemurafenib odobril za klinično uporabo avgusta 2011, Evropska agencija za zdravila pa je dovoljenje izdala februarja 2012.